# Sarcinula
Sarcinula é um género botânico pertencente à família das orquídeas (Orchidaceae).